# Joss Stone
Joscelyn Eve Stoker (Dover, 11 de abril de 1987), mais conhecida pelo seu nome artístico Joss Stone, é uma cantora e compositora inglesa de soul e R&B e atriz, vencedora de dois BRIT Awards e de um Grammy Award.
Stone vendeu mais de 14 milhões de álbuns em todo o mundo, em especial de seus três primeiros trabalhos, Mind, Body & Soul, The Soul Sessions e Introducing Joss Stone. Nos Estados Unidos, o trio rendeu  2.722.000 cópias, um disco de platina e dois discos de ouro, enquanto no Reino Unido os dois primeiros superaram 2 milhões de cópias e fizeram de Stone a cantora mais jovem a liderar a parada de discos. No Brasil, os três álbuns venderam 152 mil cópias.

## Biografia
Joss Stone nasceu em Dover, Kent, Inglaterra e passou a sua adolescência na vila de Ashill, Devon. Cresceu escutando uma grande variedade de gêneros musicais, incluindo R&B e soul music cantados por artistas como Dusty Springfield e Aretha Franklin. Em interpretando a música de Donna Summer, "On the Radio". "Eu me viciei em música soul principalmente por causa dos vocais que exigia. Tem que ter boa voz para cantar música soul e eu sempre gostei disso, desde pequena", contou à MTV News.
Em 2002, saiu da Inglaterra para uma audição em Nova York com Steve Greenberg, o diretor-executivo da S-Curve Records. Ela também assinou um contrato global com a BMG no Reino Unido.
Desde então, ela se apresentou com artistas como Blondie e Gladys Knight. Foi nomeada a porta-voz da varejista GAP, embora, segundo consta, tenha sido despedida por causa de boatos que afirmavam que ela vivia com Beau Dozier (filho do produtor Lamont Dozier), então com vinte e cinco anos, enquanto ela tinha apenas dezessete.

### The Soul Sessions
Após assinar um contrato com a S-Curve, Stone foi para Miami (Flórida) para começar a trabalhar no seu primeiro álbum, The Soul Sessions (As Sessões de Soul), lançado em 16 de setembro de 2003. Colaborou com artistas de credenciais sólidas na cena soul de Miami como Betty Wright, Benny Latimore, Timmy Thomas e Little Beaver. Também trabalhou com os artistas contemporâneos Angie Stone e The Roots.
O álbum consiste em covers de soul music pouco conhecidas de Wright, Franklin, Laura Lee e Bettye Swann. Lançado no final de 2003, alcançou o top cinco da parada de álbuns britânica e o top quarenta da Billboard 200, a parada de álbuns estadunidense. O primeiro single, "Fell in Love with a Boy", uma regravação da música "Fell in Love with a Girl" do The White Stripes, alcançou o top vinte da parada de singles britânica. O segundo single, "Super Duper Love", também alcançou o top vinte em Inglaterra.

### Mind, Body & Soul
Após conseguir aclamação crítica por The Soul Sessions, Stone gravou seu segundo álbum, "Mind, Body & Soul" (Mente, Corpo & Alma), lançado em 28 de setembro de 2004, dessa vez composto de músicas originais. Ele provou ser um sucesso ainda maior que seu antecessor, já que estreou em primeiro lugar na parada de álbuns britânica (quebrando o recorde de cantora mais jovem a chegar ao topo da parada britânica, antes pertencente a Avril Lavigne), porém não conseguiu entrar no top dez da Billboard 200, onde chegou ao número onze. O primeiro single, "You Had Me", tornou-se seu primeiro sucesso a entrar no top dez do Reino Unido. Seus procedentes "Right to Be Wrong" e "Spoiled" alcançaram o top quarenta e "Don't Cha Wanna Ride", o top vinte. "Spoiled" também conseguiu chegar ao número cinquenta e quatro na parada de R&B/hip hop dos Estados Unidos.
Em 14 de novembro de 2004, Stone juntou-se ao Band Aid 20, em prol da região de Darfur, no extremo oeste do Sudão. O grupo, composto por artistas como o vocalista do Coldplay, Chris Martin, e o vocalista do U2, Bono, regravaram a música "Do They Know It's Christmas?", de 1984, escrita pelos organizadores do Live Aid, Bob Geldof e Midge Ure. Apesar de certo criticismo, o single tornou-se o mais vendido de 2004 no Reino Unido, além de ter sido o número um no Natal.

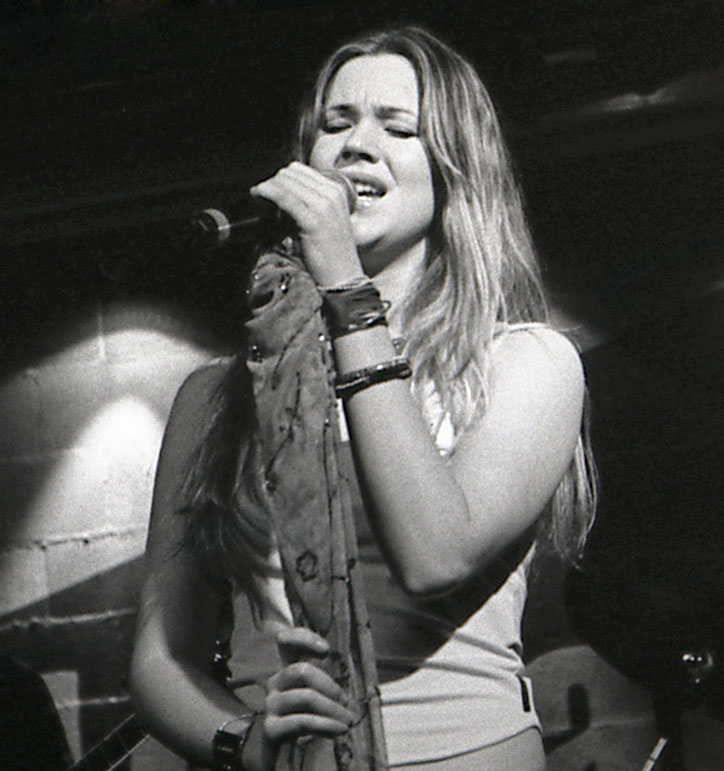
Stone em 2005

Em 9 de fevereiro de 2005, Stone foi indicada a três Brit Awards, dos quais ganhou dois – "Artista Solo Feminina Britânica" e "Artista Britânica de Música Urbana". Também foi indicada a três Grammy Awards no mesmo ano – "Melhor Artista Revelação", "Melhor Performance Vocal Feminina de Pop" por "You Had Me" e "Melhor Álbum Vocal de Pop" por Mind, Body & Soul –, onde ela cantou descalça no palco com a cantora de rock Melissa Etheridge, em tributo à cantora de blues rock Janis Joplin. Sua performance de "Cry Baby"/"Piece of My Heart" foi lançada como single e, graças à grande quantidade de downloads digitais, tornou-se seu primeiro single a entrar na Billboard Hot 100, ao alcançar o número trinta de dois na parada. Em Julho de 2005, emprestou seus talentos vocais à trilha sonora do filme Quarteto Fantástico, de 2005, cantando a música "What Ever Happened to the Heroes", escrita por Pink, Billymann e Christopher Rojas.
Em 2 de julho de 2005, Stone se apresentou no Live 8, no Hyde Park, em Londres, e fez um dueto com a lenda do funk James Brown no chat show britânico Friday Night with Jonathan Ross. Em 5 de fevereiro de 2006, ela se juntou a Stevie Wonder, India.Arie e John Legend, onde cantaram um medley com os sucessos de Wonder no show de pré-jogo do 40º Super Bowl. Três dias depois, ela ajudou a cantar um medley com os sucessos do cantor Sly Stone, líder da banda Sly & the Family Stone.

### Introducing Joss Stone

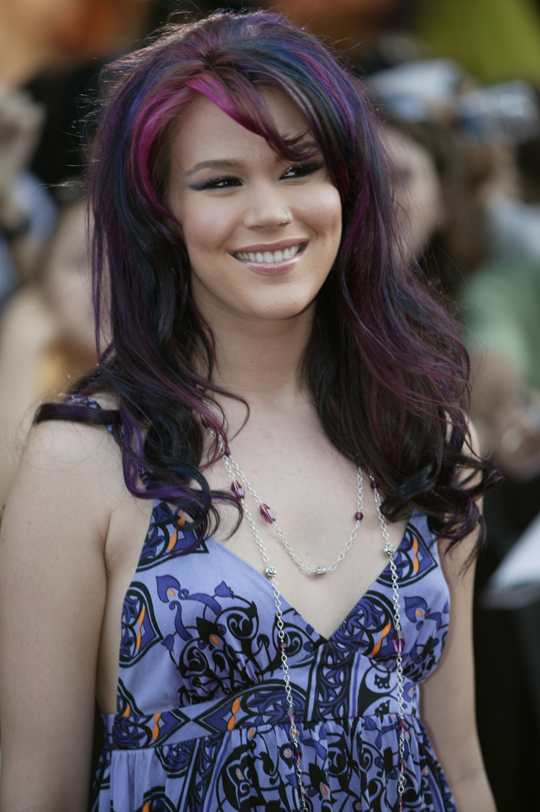
Joss Stone tingiu os cabelos de preto, e depois rosa, na época de Introducing Joss Stone.

O terceiro álbum de Stone, Introducing Joss Stone (Apresentando Joss Stone) foi lançado em 6 de março de 2007, incluindo produção por Raphael Saadiq e colaborações com Lauryn Hill, Common e Joi. O primeiro single foi Tell Me 'Bout It, que foi número vinte e oito na parada britânica.

### Colour Me Free
Colour Me Free, quarto álbum de Stone, marcou sua saída da gravadora EMI, com direito a um extenso e custoso processo para encerrar seu contrato. Originalmente cogitado para lançado em março de 2009, acabou adiado até outubro em meio às batalhas legais.

### Trabalhos como atriz
Stone fez sua estreia no cinema com o filme de fantasia épica Eragon, baseado no romance homônimo, lançado em 15 de dezembro de 2006 nos Estados Unidos e no Reino Unido. No filme, Stone interpreta a bruxa Angela.
Em 2005 fez uma pequena aparição no seriado American Dreams. no 3° epiódio da 3ª temporada.
Em 2009, Joss interpretou o papel de Ana de Cleves na série dramática da Showtime The Tudors.

## Discografia

### Álbuns
| Ano  | Detalhes do Álbum | Melhores posições | Melhores posições | Melhores posições | Melhores posições | Melhores posições | Vendas                      |
| Ano  | Detalhes do Álbum | EUA               | CAN               | ALE               | SUI               | RU                | Vendas                      |
| ---- | --- | ----------------- | ----------------- | ----------------- | ----------------- | ----------------- | --------------------------- |
| 2003 | The Soul Sessions - Lançamento: 16 de setembro de 2003 - Formato(s): CD, LP, download Digital - Gravadora(s): S-Curve                | 39                | 19                | 4                 | 14                | 4                 | - : 5,000,000 - : 981,000   |
| 2004 | Mind, Body & Soul - Lançamento: 15 de setembro de 2004 - Formato(s): CD, LP, download Digital - Gravadora(s): S-Curve                | 11                | 13                | 7                 | 6                 | 1                 | - : 6,000,000 - : 1,300,000 |
| 2007 | Introducing Joss Stone - Lançamento: 09 de março de 2007 - Formato(s): CD, LP, download Digital - Gravadora(s): Virgin               | 2                 | 6                 | 6                 | 2                 | 12                | - : 2,000,000 - : 652,000   |
| 2009 | Colour Me Free! - Lançamento: 20 de outubro de 2009 - Formato(s): CD, LP, download Digital - Gravadora(s): Virgin                    | 10                | 26                | 26                | 5                 | 75                | - : 93,000                  |
| 2011 | LP1 - Lançamento: 21 de julho de 2011 - Formato(s): CD, LP, download Digital - Gravadora(s): Stone'd, Surfdog                        | 9                 | 15                | 7                 | 2                 | 36                |                             |
| 2012 | The Soul Sessions Volume 2 - Lançamento: 20 de julho de 2012 - Formato(s): CD, LP, download Digital - Gravadora(s): S-Curve, Stone'd | 10                | 23                | 7                 | 5                 | 6                 | - : 70,000                  |
| 2015 | Water for Your Soul - Lançamento: 31 de julho de 2015 - Formato(s): CD, LP, download Digital - Gravadora(s): Stone'd                 | 34                | 25                | 11                | 1                 | 13                | - : 50,000                  |

### Singles
| Ano e maio                                                         | Single                                                | Álbum                                  | Posições nas paradas | Posições nas paradas |
| Ano e maio                                                         | Single                                                | Álbum                                  | RU                   | Estados Unidos       |
| ------------------------------------------------------------------ | ----------------------------------------------------- | -------------------------------------- | -------------------- | -------------------- |
| 2004                                                               | "Fell In Love With A Boy"                             | The Soul Sessions                      | 18                   | —                    |
| 2004                                                               | "Super Duper Love (Are You Diggin' On Me?) (Part 1)"  | The Soul Sessions                      | 18                   | —                    |
| 2004                                                               | "You Had Me"                                          | Mind, Body & Soul                      | 9                    | —                    |
| 2004                                                               | "Right To Be Wrong"                                   | Mind, Body & Soul                      | 29                   | —                    |
| 2005                                                               | "Spoiled"                                             | Mind, Body & Soul                      | 32                   | —                    |
| 2005                                                               | "Don't Cha Wanna Ride"                                | Mind, Body & Soul                      | 20                   | —                    |
| 2005                                                               | "Cry Baby/Piece of My Heart" (with Melissa Etheridge) | Lançamento digital                     | —                    | 32                   |
| 2006                                                               | "Cry Baby Cry" (com Santana e Sean Paul)              | All That I Am e The Trinity (CD bônus) | 71                   | —                    |
| 2007                                                               | "Tell Me 'Bout It"                                    | Introducing Joss Stone                 | 28                   | 83                   |
| 2007                                                               | "Tell Me What We're Gonna Do Now"                     | Introducing Joss Stone                 | 84                   | —                    |
| 2007                                                               | "Sing" (com Annie Lennox e mais 21 cantoras)          | Songs Of Mass Destruction              | —                    | —                    |
| 2007                                                               | "L-O-V-E"                                             | Introducing Joss Stone                 | 100                  | —                    |
| 2008                                                               | "Baby Baby Baby"                                      | Introducing Joss Stone                 | —                    | —                    |
| 2009                                                               | "Free Me"                                             | Colour Me Free                         | —                    | —                    |
| 2011                                                               | "Karma"                                               | LP1                                    | —                    | —                    |
| 2013                                                               | "The high road"                                       | The soul Sessions vol.2'               | —                    | —                    |
| "—" denota singles lançados que não entraram nas paradas musicais. |                                                       |                                        |                      |                      |

### DVDs
| Mind, Body & Soul Sessions: Live in New York City - Data de lançamento: 13 de dezembro de 2004 |

### B-sides e inéditas
- "It's a Man's Man's World" (de James Brown, single de "Super Duper Love")
- "Holding Out for a Hero" (single de "You Had Me")
- "The Player" (single de "Right to Be Wrong")
- "Lonely Without You" - Joss Stone e Mick Jagger (trilha sonora de Alfie - O Sedutor)
- "Alfie" (trilha sonora de Alfie - O Sedutor)
- "Wicked Time" - Joss Stone e Nadirah "Nadz" (Trilha Sonora de Alfie - O Sedutor)
- "Issues" - Joss Stone e Mr. G
- "The Right Time" (da campanha da GAP)
- "What Ever Happened to the Heroes" (Trilha Sonora de Quarteto Fantástico)
- "Under Pressure" (tributo ao Queen)
- "God Only Knows"
- "Love Sneakin' Up on You" - Joss Stone e Sting
- "When Love Comes to Town" - (Herbie Hancock, Jonny Lang e Joss Stone)
- "Cry Baby Cry" (Carlos Santana, Sean Paul e Joss Stone)
- "Treat Me Right (I'm Yours for Life)" (trilha sonora de Desperate Housewives)
- "Come Together Now"
- "Stir It Up" - Joss Stone e Patti LaBelle (trilha sonora de O Galinho Chicken Little)
- "Calling It Christmas" - Joss Stone e Elton John
- "Erica" - Joss Stone e Dead Celebrity Status
- "Family Affair" - Joss Stone, John Legend e Van Hunt
- 2007: "Flower Child"
- 2007: "Busful Of Love"
- 2007: "L-O-V-E"
- 2007: Como presente de natal para os seus fãs, Joss Stone publicou no seu site Imeem uma compilação com 8 canções ("Bus Full Of Love", "Did I Forget?", "Don't Worry" (de CJ Hilton), "I Can't Breathe" (de Antonia Jenae), "Love What You're Given", "Mama's Got A Brand New Bag", "Mr. Wankerman", "What If I?")
- 2008: "Just Walk On By" - Randy Jackson, Three 6 Mafia e Joss Stone (participação no novo álbum de Randy Jackson (Randy Jackson's Music Club, Volume One)
- 2008: "How Can You Mend A Broken Heart?" - Al Green e Joss Stone para a trilha sonora do filme "Sexo e a Cidade" (Portugal) ou "Sex and the City " (Brasil)

## Clipografia
- "Fell In Love With A Boy"
- "Super Duper Love (Are You Diggin' On Me?) (Part 1)"
- "You Had Me"
- "Right To Be Wrong"
- "Spoiled"
- "Don't Cha Wanna Ride"
- "Tell Me 'Bout It"
- "Tell Me What We're Gonna Do Now"
- "Baby Baby Baby"
- "Karma"
- "Miracle Worker" (SuperHeavy)
- "While You're Out Looking For Sugar"
- "The High Road"
- "The Love We Had (Stays On My Mind)"
- "No Man's Land"
- "The Answer"
- "Stuck On You"

### Músicas em Novelas da Rede Globo
| Ano  | Música                                                    | Novela             | Tema do(s) Personagem(s)                        |
| ---- | --------------------------------------------------------- | ------------------ | ----------------------------------------------- |
| 2004 | "Super Duper Love"                                        | Da Cor do Pecado   | Tina (Karina Bacchi)                            |
| 2004 | "Right to Be Wrong"                                       | Como uma Onda      | Nina e Daniel (Alinne Moraes e Ricardo Pereira) |
| 2007 | "Baby Baby Baby"                                          | Sete Pecados       | Nenhum                                          |
| 2009 | "Tip of My Tongue" (Something Sally featuring Joss Stone) | Caminho das Índias | Aída e Dario (Totia Meirelles e Victor Fasano)  |

## Parcerias
Desde o começo de sua carreira, Joss Stone acumula inúmeras parcerias com os mais diversos artistas dos mais diversos gêneros musicais. Também acúmula parcerias com cantores que marcaram a história da música, como Stevie Wonder, James Brown, Mick Jagger, Smokey Robinson, Ringo Starr, Ricky Martin, dentre outros.

## Recordes
- A cantora bateu um recorde na história da música por ter sido a cantora mais jovem a debutar com um álbum em primeiro lugar na UK Albums Chart.[carece de fontes?]
- A cantora bateu um recorde na história da música por ter sido a primeira cantora inglesa a debutar com um álbum em segundo lugar na Billboard 200.[carece de fontes?]

## Prêmios

### Grammy
O prêmio Grammy é realizado desde 1958. Joss Stone foi indicada a cinco Grammys e ganhou o apelido de "Diva do Soul"
| Ano  | Nomeação          | Categoria                                                | Resultado |  |
| ---- | ----------------- | -------------------------------------------------------- | --------- |  |
| 2005 | Joss Stone        | Melhor Artista Revelação                                 | Indicada  |  |
| 2005 | Mind, Body & Soul | Melhor Álbum Vocal de Pop                                | Indicada  |  |
| 2005 | "You Had Me"      | Melhor Performance Vocal Feminina de Pop                 | Indicada  |  |
| 2007 | "Family Affair"   | Melhor Performance de R&B por um Duo ou Grupo com Vocais | Venceu    |  |
| 2009 | The Way I See It  | Melhor Álbum de R&B                                      | Indicada  |  |